# Minihippus brevipennis
Minihippus brevipennis är en insektsart som först beskrevs av Miller, N.C.E. 1929.  Minihippus brevipennis ingår i släktet Minihippus och familjen gräshoppor. Inga underarter finns listade i Catalogue of Life.